# Großwallstadt
Großwallstadt – miejscowość i gmina w Niemczech, w kraju związkowym Bawaria, w rejencji Dolna Frankonia, w regionie Bayerischer Untermain, w powiecie Miltenberg. Leży około 20 km na północny zachód od Miltenberga, nad Menem, przy drodze B469.

## Demografia
| Rok  | Liczba mieszk. |
| ---- | -------------- |
| 1970 | 3.011          |
| 1987 | 3.345          |
| 2005 | 4.091          |

## Oświata
W gminie znajduje się 200 miejsc przedszkolnych (ze 174 dziećmi) oraz szkoła podstawowa (17 nauczycieli, 347 uczniów).

## Sport
- TV Großwallstadt - klub piłki ręcznej mężczyzn